# Unger Island
Unger Island ist eine kleine und eisfreie Insel vor der Pennell-Küste des ostantarktischen Viktorialands. Sie ist die westlichste der Lyall-Inseln und liegt 6 km südöstlich des Kap Hooker vor der Westseite der Einfahrt zur Yule Bay.
Der United States Geological Survey kartierte sie anhand eigener Vermessungen und Luftaufnahmen der United States Navy aus den Jahren von 1960 bis 1963. Das Advisory Committee on Antarctic Names benannte sie 1970 nach Leutnant Pat B. Unger (* 1931) von den Reservestreitkräften der US Navy, Arzt auf der Station Little America V im Jahr 1957.